# Christoph Wagener
Christoph Wagener (* 4. Oktober 1947 in Eckenhagen) ist ein deutscher Laboratoriumsmediziner mit dem Schwerpunkt Onkologie.

## Leben
Christoph Wagener studierte Medizin an der Rheinischen Friedrich-Wilhelms-Universität in Bonn und wurde 1974 mit der Arbeit Die Änderung des klinischen Bildes der Lungentuberkulose bei unbehandelten Erstaufnahmen zwischen 1946 und 1970 promoviert (retrospektive Krankenakten-Analyse). 1980 habilitierte er sich mit dem Thema Lokalisation und Konzentration des carcinoembryonales Antigen (CEA) im Gewebe, Tumorausbreitung und Tumorhistologie (immunhistochemische Analyse). 1988 wurde er zum C4-Professor der Universität Hamburg berufen. 2013 wurde er in den Ruhestand versetzt.
Wagener war von 1989 bis 2013 Direktor des Instituts für Klinische Chemie des Universitätsklinikums Hamburg-Eppendorf. Er befasste sich insbesondere mit der Gendiagnostik und entwickelte neue Verfahren für die Frühdiagnostik von Mikrometastasen eines Tumorrezidivs oder zur Früherkennung von Abstoßungsreaktionen nach einer Organtransplantation sowie Verbesserungsmöglichkeiten durch die Gendiagnostik zur Klassifizierung bestimmter Krebserkrankungen.
Im Februar 2000 war er als Institutsleiter beteiligt an dem Nachweis, dass das Protein CEACAM1 (Carcinoembryonales Antigen verwandtes Zelladhäsionsmolekül; carcinoembryonic antigen-related cell adhesion molecule; CD66a) neue Blutgefäße wachsen lässt. Das Protein CEACAM1 stellt auch einen Schwerpunkt seiner Forschungen dar.
Wagener war von 2001 bis 2003 Dekan der medizinischen Fakultät der Universität Hamburg. Von 2005 bis 2007 war er Ärztlicher Leiter des Zentrums für Klinische Pathologie und von 2007 bis 2009 stellvertretender Ärztlicher Leiter des Diagnostikzentrums. Er war im Beirat der Universitäts-Gesellschaft Hamburg.

## Schriften (Auswahl)
- Die Änderung des klinischen Bildes der Lungentuberkulose bei unbehandelten Erstaufnahmen zwischen 1946 und 1970. 1974. (Dissertation, Universität Bonn, Medizinische Fakultät, 1974)
- Lokalisation und Konzentration des carcinoembryonalen Antigens (CEA) im Gewebe, Tumorausbreitung und Tumorhistologie: Ein Beitrag zum Verständnis erhöhter CEA-Plasma-Konzentrationen bei Karzinomen des Gastrointestinaltrakts. 1980. (Habilitationsschrift, Universität Bonn, Medizinische Fakultät, 1980)
- mit Siegfried Neumann (Hrsg.): Molecular diagnostics of cancer. Springer, Berlin 1993, ISBN 3-540-55476-9, doi:10.1007/978-3-642-77521-5.
- Einführung in die molekulare Onkologie: Veränderung und Wirkung von Tumorgenen und Tumorproteinen. Thieme, Stuttgart 1996, ISBN 3-13-103511-0.